# 康瓦爾語

从康沃尔语向英语的语言转移

康沃尔语屬於凱爾特語族，和威爾斯語、布列塔尼語、已滅亡的坎伯蘭語，及可能曾存在的伊佛尼克語同屬凱爾特語族的布立吞亞支（蘇格蘭蓋爾語、愛爾蘭語、及曼島語則是屬於另一蓋爾亞支）。康沃尔语分別與布列塔尼語及威爾斯語共有80％及75％的基本字彙；相較下，康瓦爾語和愛爾蘭語及蘇格蘭蓋爾語之間只共有35％的基本字彙，

## 歷史
1549年的公禱書叛亂是康沃尔语地區對議會的反動，抗議強制人民使用英語版本公禱書。當時康瓦爾郡許多地區的人們都還不會聽說英語，因此強加執行新語言，是項攸關生死存亡的事。許多抗議者被國王的軍隊屠殺，領導人被處死，底下的民眾也遭受報復。
相較於中世紀時期的康瓦爾語，早期的康瓦爾語有較簡化的句型結構與文法，是當時1700年一位威爾斯語語言學家愛德華‧洛伊德的研究主題。一說為當時康沃尔语勢力就已逐漸衰微，且在下個世紀更加惡化。據稱最後一位康沃尔语的母語使用者是 Mousehole 的居民 Dolly Pentreath，死於1777年。儘管 Dolly Pentreath 本身會說一些英語，並非是康沃尔语的單一語言使用者（最後一位康沃尔语的單一使用者據信為 Chesten Marchant，死於1676年的康沃尔郡的 Gwithian），但她仍是二十世紀康沃尔语復興之前，最後一位能流利使用這種語言的人。
從十九世紀到二十世紀，康瓦爾語一直仍有少數人在部分情況使用下，例如1875年，有6位仍會說康沃尔语的六旬老人；到了1940年代，也仍有一些漁夫會以康沃尔语計算魚的數目。一些康沃尔郡的英語方言也帶有濃厚的康沃尔语色彩，此影響甚至可能已有數世紀之久。

### 康沃尔语復興運動
第一個成功復興康沃尔语的，主要得歸功於Henry Jenner及Robert Morton Nance在二十世紀早期的成就。他們的系統稱為單一康沃尔语（Kernewek Unyes），主要以中古康瓦爾語為基礎（一種十四世紀到十五世紀期間的語言——當時正是康沃尔语文學的全盛時期），有著標準化的拼音及大量基於布列塔尼語及威爾斯語的字彙。曾經有好幾年，這種單一康沃尔语被視為是「現代康瓦爾語」，到今日許多人仍會使用它。
然而Nance使用的艱澀難懂的文學形式語言最後變成此單一康沃尔语的缺點，此外她重建的音韻系統也沒有一些必須從傳統康沃尔语取料的特徵；雖然 1970 年代的 Tim Saunders 曾針對於此，提出語言溝通效率的議題，但他的發起沒有為之後的發展帶來影響。
之後在1980年代早期，曾經與Nance共事的Richard Gendall出版了一套根據於Nicholas Boson和John Boson兩人數量龐大的散文的系統，被其支持者稱為現代康沃尔语（Curnoack Nowedga）。與單一康沃尔语不同的是，它採用17、18世紀以英文為基礎的拼字法（當然字彙和文法也有所差異）。雖然Gendall不是第一個察覺到單一康瓦爾語的缺陷的人，但他自己系統的英文化拼音卻特別令人反感，且這種模式的頻繁更新也讓潛在的支持者卻步。
1986年，Ken George 提出了一種新的模式，取代了原來的拼字法和音韻系統，稱為通用康沃尔语（Kernewek Kemmyn）。它保留了中古康沃尔语的基礎，但進一步採用了音素拼音理論的拼字法，使拼音更為系統化。這種系統後來持續受到擁護（尤其是康瓦爾語語言協會的支持），但它這種音素拼字法的精確度與美感也引起一些學術界的批評與毀譽。
最後到了1995年，一些當初單一康沃尔语的缺點被一位凱爾特學者Nicholas Williams修正，此模式稱為單一康沃尔语修訂版（Kernowek Unys Amendys），簡稱UCR（Unified Cornish Revised）。這個修訂的版本以現代學術界的角度重建了拼音標準，並同時保留了中古風的拼字法。他還完全使用了後期發現的康沃尔语語料（Nance 的時代無法取得的），讓Gendall的現代康沃尔语更為流暢、自然，更受歡迎。Williams也曾在2000年以這種改良的拼字法出版了他自己的《英語-康沃尔语字典》，然而就像其他的拼字模式，他的 UCR 模式仍有人批評，並未如許多人期望地一樣成為所有單一康瓦爾語使用者的標準。
這些系統都有各自的擁護者，現在也已經有愈來愈多人體認到此語言單一標準化的重要與需要，但在實際的使用上，書寫模式的不同並不會阻擾康沃尔语使用者與其他使用者有效地交談；換言之，這種語言是一個可以被用來交談的語言，康沃尔语已經成功地被復興了。

## 現況
自20世紀開始，一些為了復興康瓦爾語，使之成為日常使用、交談、書寫的語言的意識開始進行。（見康瓦爾語復興運動）
據估計，現在約有3,500位康瓦爾語的使用者，能流利使用康瓦爾語。其他有更多人可以說一些康瓦爾語，或是有一些關於康瓦爾語的知識，而30歲以下的人也大多是從小耳濡目染康沃尔语地長大。康沃尔语除了存在於地名，也幫助我們了解一些古地名的知識。許多人採納了康沃尔语做為他們小孩、寵物、房子、或船的名字。現在還有正在興盛的康沃尔语文學，以詩體為主要題裁，尤以口語或詩歌的格式為主。
康瓦爾郡議會在政策上有義務去支持這種語言，也在最近通過了一項申請，將它列為《關於區域性語言或少數群體語言的歐洲憲章》的其中一種語言。
僅以康沃尔语出版的期刊固定出刊，例如《An Gannas》、《An Gowser》和《An Garrick》這類月刊。康瓦爾郡無線電台和一些地下電台也都會定期播報康沃尔语新聞，有時也有其他為學習者或愛好者製作的節目或特別節目。地方性報紙如 西部早間新聞報也固定有一些康沃尔语的文章，其他報刊如《The Packet》、《The West Briton》、和《The Cornishman》也都支持這項運動。
康沃尔语有來自許多方面的財務贊助，其中包括千禧年籌備委員會，而教會也有康沃尔语與英語的雙語佈告。康沃尔语的快速成長讓相關組織供不應求；這些組織包括 Agan Tavas（我們的語言）、歐洲少數語言總署、康沃尔语的次部門、Gorseth Kernow（康沃尔语吟唱詩人協會）、Kesva an Taves Kernewek（康瓦爾語語言協會）、Kowethas an Yeth Kernewek（康瓦爾語基金會）、和Teere ha Tavas（土地與它的語言）。另一個組織 Dalleth則專為學齡前的小孩進行康瓦爾語的推動。許多受歡迎的節慶，無論是古老的或現代的，也都是部分或全部使用康瓦爾語。
由於英國政府決定在2016年削減對康和語的資助，作爲少數流利運用康和語的著名威爾斯獨立流行女歌手關諾感到有責任完全用康和語完成其第二張專輯「回憶之處」（Le Kov），用行動悍衛少數族群語言，亦令少數族群的創作空間發揮無盡可能性。

### 文化
康瓦爾郡有許多文化活動都與康瓦爾語有關，例如 1977年在海港小鎮聖艾芙斯舉辦、享譽國際的凱爾特電影節，有許多康瓦爾語、英語、和法語的節目。許多電影和電視節目也都是使用康瓦爾語。一些商店都有賣一些以康瓦爾語寫成的書籍，例如Liskeard鎮上的Gwynn ha Du。許多公司以康瓦爾語命名，康瓦爾郡內通宵的內科服務也叫做 Kernowdoc。很多學校有教授康瓦爾語；首先是威爾斯大學先設立了康瓦爾語的學士學位，但唯一以康瓦爾語教學的大學課程是艾克塞特大學的部分康瓦爾語研究的課程，或蘭姆彼得威爾斯大學威爾斯語學位的遠距教學內容。
在相關利益團體如Mebyon Kernow（康瓦爾之子）及康瓦爾語語言協會的多年施加壓力下，康瓦爾語終於被英國政府認可成為《關於區域性語言或少數群體語言的歐洲憲章》的一種少數語言。
第一個康瓦爾語的完整版新約聖經由康瓦爾語專家尼可拉斯·威廉斯翻譯完成。這本《Testament Noweth agan Arluth ha Savyour Jesu Cryst》（ISBN 0-9535975-4-7）在2002年的復活節出版，使用的拼字法是單一康瓦爾語修訂版。而康瓦爾語語言協會也在2004年八月出版了他們自己版本的新約（ISBN 1-902917-33-2），由Keith Syed和Ray Edwards負責翻譯，使用的拼字法為通用康瓦爾語。
國際凱爾特民族會議和凱爾特聯盟繼愛爾蘭、蘇格蘭、曼島、威爾斯、和布列塔尼之後，正式承認康瓦爾郡為完全會員。國際凱爾特民族會議是一個支持凱爾特民族之間合作關係的團體，目的是保護與推動凱爾特民族的語言與文化。

## 文法
康瓦爾語是印歐語系底下凱爾特語族語言的一員，擁有其他凱爾特語言的許多特徵，包括：
- 詞首子音交替

康瓦爾語的第一個子音會根據上下文的文法產生變化。相對於威爾斯語的三種變化與愛爾蘭語的兩種變化，康瓦爾語共有四種子音交替的變化，分別為軟化（如 b -> v）、硬化（如 b -> p）、氣化（b不變，但 t -> th），及混合（b -> f）子音交替。
| 原型 | 軟化 | 氣化 | 硬化 | 混合 |
| ---- | ---- | ---- | ---- | ---- |
| p    | b    | f    |      |      |
| t    | d    | th   |      |      |
| c, k | g    | h    |      |      |
| b    | v    |      | p    | f    |
| d    | dh   |      | t    | t    |
| g1   | 消失 |      | c, k | h    |
| g2   | w    |      | c, k | wh   |
| gw   | w    |      | qw   | wh   |
| m    | v    |      |      | f    |
| ch   | j    |      |      |      |

1在非圓唇母音和子音 l、r 之前

2在圓唇母音和子音 r 之前
- 介詞的屈折變化

介詞會根據之後的人稱代詞發生曲折變化，例如 gans「隨...、和...一起」+ my 「我」 -> genef；gans + ef「他」-> ganso。
- 無不定冠詞

沒有不定冠詞，例如 cath即可代表「貓」或「一隻貓」。

## 方言
康瓦爾語有四種方言，然而他們不是我們平常所認知的方言（雖然地區性的差異仍存在），這些所謂方言的產生是基於對於康瓦爾語復興運動的態度不同而產生的。

## 外部連結
- Ferdinand, Siarl (2013). Brief History of the Cornish language, its Revival and its Current Situation. E-Keltoi, Vol. 2, 2 Dec. pp. 199–227  （页面存档备份，存于）
- Cornish Language Partnership
- Agan Tavas（我們的語言） （页面存档备份，存于） - 為推動康瓦爾語而組織的社群
- 康瓦爾語基金會 （页面存档备份，存于）
- 新版的康瓦爾語維基文庫 （页面存档备份，存于）
- 國際凱爾特民族會議 （页面存档备份，存于）
- 英語-康瓦爾語字典 （页面存档备份，存于）
- Testament Noweth （页面存档备份，存于） - 康瓦爾語的新約
- 康瓦爾語-英語字典：從 Webster's Online Dictionary - 羅塞塔版本
- Blas Kernewek（康瓦爾語的品味） （页面存档备份，存于） - 由 BBC Cornwell 提供的康瓦爾語基本教學
- 程式翻譯的康瓦爾語聖經，有對照的英語翻譯 （页面存档备份，存于）
- 《民族語》（Ethnologue）對康瓦爾語所做的報告（页面存档备份，存于）